# 大橋信弥
大橋 信弥（おおはし のぶや、1945年 - ）は、日本の日本史学者。古代史が専門。

## 人物
茨城県石岡市生まれ。1972年立命館大学大学院文学研究科日本史学専攻修士課程修了。滋賀県立安土城考古博物館次長兼学芸課長を務めた。

## 著書
- 『日本古代国家の成立と息長氏』吉川弘文館 古代史研究選書 1984　ISBN　	9784642021531
- 『日本古代の王権と氏族』[吉川弘文館 1996　ISBN　9784642022910
- 『古代豪族と渡来人』吉川弘文館 2004　ISBN　9784642024341
- 『継体天皇と即位の謎』吉川弘文館 2007、新装版　2020年　ISBN　9784642083799
- 『小野妹子・毛人・毛野　唐國、妹子臣を號けて蘇因高と曰ふ』ミネルヴァ書房〈ミネルヴァ日本評伝選〉2017
- 『阿倍氏の研究』日本古代氏族研究叢書 雄山閣　2017
- 『古代の地域支配と渡来人』吉川弘文館 2019　ISBN　9784642046558

### 共編著
- 『新・史跡でつづる古代の近江』小笠原好彦共編著 ミネルヴァ書房 2005
- 『ヤマト王権と渡来人 日本考古学協会2003年度滋賀大会シンポジウム2』花田勝広共編 サンライズ出版 2005
- 秋田裕毅『井戸 ものと人間の文化史』編 法政大学出版局 2010
- 伴野幸一・森岡秀人共著『伊勢遺跡と卑弥呼の共立』吉川弘文館　2024年11月　ISBN　9784642084628

## 論文
- Cinii